# Ліам Нісон
Ві́льям Джон «Лі́ам» Ні́сон (англ. William John 'Liam' Neeson, Ліам закінчення імені ВіЛіам; нар. 7 червня 1952, Балліміна, Північна Ірландія) — ірландський та англійський актор.

## Біографія
Вільям Джон Нісон народився 7 червня 1952 в місті Беллімена, Північна Ірландія. У шкільні роки захоплювався боксом, одного разу навіть зламав ніс. Але попри це він досяг певних успіхів — виграв у своїй ваговій категорії юнацький чемпіонат з боксу серед аматорів. Проте бокс не був його єдиною пристрастю — другою був театр. Навіть після школи він грав у маленьких аматорських трупах. Нісон вчився в Королівському університеті в Белфасті, проте був відрахований за хронічну неуспішність. У 1976 році Ліам починає грати в белфастському театрі «Lyric Players». Через декілька років він переїжджає в Дублін і починає працювати в місцевому«Abbey Theatre». Там його помічає режисер Джон Бурмен і пропонує зіграти роль сера Гавейна, лицаря у фільмі «Екскалібур», який виходить на екрани в 1981 році.
У 1999 році актор був нагороджений званням офіцера Ордена Британської Імперії від королеви Єлизавети II. 2008 року Американський фонд Ірландії нагородив Ліама Нісона премією виконавчих мистецтв за внесок в мистецтво в Ірландії.

### Кіно кар'єра
Починаючи з кінця 1970-х років Ліам Нісон знявся в більше, ніж 70 фільмах.
Популярність прийшла до нього після ролі Оскара Шиндлера у фільмі 1993 року «Список Шиндлера», з тих часів він з'явився в багатьох популярних фільмах, таких як «Зоряні війни. Епізод I. Прихована загроза», «Банди Нью-Йорка», «К-19», «Царство небесне», «Бетмен: Початок», «Реальна любов» та інших.

### Особисте життя
На початку 1980-х жив з актрисою Гелен Міррен, з якою познайомився на зйомках фільму «Екскалібур».
В 1993 році познайомився зі своєю майбутньою дружиною, британською акторкою Наташею Річардсон. Одружилася пара 3 липня 1994 року.
Наташа 16 березня 2009 року отримала серйозну черепно-мозкову травму на гірськолижному курорті Мон-Тремблан у Квебеку і померла 18 березня (19 березня). Від шлюбу у Ліама Нісона залишилося двоє синів — Деніел (1996 р.н.) та Майкл (1995 р.н.)
Зараз Ліам Нісон вдовець, живе в Мілбруку, штат Нью-Йорк.
Ліам є великим фанатом англійського футбольного клубу «Ліверпуль».

## Ліам Нісон і Україна
10 березня 2014 року Ліам Нісон засудив російську агресію в Криму.
|  | Нещодавно я отримав тривожну новину. Крим вкрадено. А я не люблю, коли щось викрадають. США і ЄС більш ніж наполягають на справедливому вирішенні питання. Але такі люди, як Путін, не слухають. Він скоріше буде ганяти на мотоциклі чи фотографуватися топлес верхи на коні. Тому я передаю містеру Путіну персональне повідомлення від мене: Містер Путін, Владімір, я ніколи не зустрічав тебе, я не маю навичок у міжнародній дипломатії, але що я маю, це дуже особливі навички. Навички, які зроблять мене жахом для таких, як ти. Що я маю на увазі? Я актор. Актор з Голівуду. З впливовими зв'язками. Оригінальний текст (англ.) [] Помилка: {{Lang}}: немає тексту (допомога) |

У травні 2022 року, під час повномасштабного російського вторгнення в Україну, Ліам Нісон, разом зі своїм колегою та другом Кіараном Гайндсом, провідав близько 80 українських біженців в ірландському містечку Кіллібегс. Зустріч повинна була тривати 15 хвилин, але актори провели з українцями декілька годин, роздавали дітям пакунки з цукерками та книжки.

## Фільмографія

### Кінофільми
| Рік  |     | Українська назва                      | Оригінальна назва                                              | Роль                                            |
| ---- | --- | ------------------------------------- | -------------------------------------------------------------- | ----------------------------------------------- |
| 1978 | ф   | Подорож Пілігрима в Небесну Країну    | Pilgrim's Progress                                             | Пілігрим                                        |
| 1981 | ф   | Добре Серце                           | Christiana                                                     | Крістіана                                       |
| 1981 | ф   | Екскалібур                            | Excalibur                                                      | Ґавейн                                          |
| 1983 | ф   | Крулл                                 | Krull                                                          | Кіґен                                           |
| 1984 | ф   | Заколот на Баунті                     | The Bounty                                                     | Чарльз Черчілль                                 |
| 1985 | ф   | Лемб                                  | Lamb                                                           | Майкл Лемб                                      |
| 1985 | ф   | Невинність                            | The Innocent                                                   | Джон Карнс                                      |
| 1986 | ф   | Загін «Дельта»                        | The Delta Force                                                | солдат загону Дельта                            |
| 1986 | ф   | Місія                                 | The Mission                                                    | Філдінг                                         |
| 1986 | ф   | Дует для солістки                     | Duet for One                                                   | Тоттер                                          |
| 1987 | ф   | Підозрюваний                          | Suspect                                                        | Карл Вейн Андерсон                              |
| 1987 | ф   | Відхідна молитва                      | A Prayer for the Dying                                         | Ліам Дохерті                                    |
| 1988 | ф   | Сатисфакція                           | Satisfaction                                                   | Мартін Фелкон                                   |
| 1988 | ф   | Бадьорість духів                      | High Spirits                                                   | Мартін Броґан                                   |
| 1988 | ф   | Гра в смерть                          | The Dead Pool                                                  | Пітер Свон                                      |
| 1988 | ф   | Хороша мати                           | The Good Mother                                                | Лео Каттер                                      |
| 1989 | ф   | Найближчий родич                      | Next of Kin                                                    | Браєр Ґейтс                                     |
| 1990 | ф   | Людина пітьми                         | Darkman                                                        | Пейтон Вестлейк                                 |
| 1990 | ф   | Переступаючи межу                     | The Big Man                                                    | Денні Скулар                                    |
| 1991 | ф   | Під підозрою                          | Under Suspicion                                                | Тоні Аарон                                      |
| 1991 | кф  | Револьвер                             | Revolver                                                       | чоловік                                         |
| 1992 | ф   | Світло у темряві                      | Shining Through                                                | Франц-Отто Дітріх                               |
| 1992 | ф   | Чоловіки і дружини                    | Husbands and Wives                                             | Майкл Ґейтс                                     |
| 1992 | ф   | Рубін Каїра                           | Ruby Cairo                                                     | Ферґюс Лем                                      |
| 1992 | ф   | Сила віри                             | Leap of Faith                                                  | Вілл                                            |
| 1993 | ф   | Ітан Фроум                            | Ethan Frome                                                    | Ітан Фроум                                      |
| 1993 | ф   | Список Шиндлера                       | Schindler's List                                               | Оскар Шиндлер                                   |
| 1994 | ф   | Нелл                                  | Nell                                                           | доктор Джером Лавелл                            |
| 1995 | ф   | Роб Рой                               | Rob Roy                                                        | Роб Мак-Грегор                                  |
| 1996 | ф   | До і після                            | Before and After                                               | Бен Раян                                        |
| 1996 | ф   | Майкл Коллінз                         | Michael Collins                                                | Майкл О'Колен                                   |
| 1998 | ф   | Знедолені                             | Les Misérables                                                 | Жан Вальжан                                     |
| 1999 | ф   | Зоряні війни: Прихована загроза       | Star Wars Episode І: The Phantom Menace                        | Квай-Гон Джинн                                  |
| 1999 | ф   | Привид будинку на пагорбі             | The Haunting                                                   | доктор Девід Мерроу                             |
| 2000 | ф   | Страх зброї                           | Gun Shy                                                        | Чарлі Майо                                      |
| 2002 | ф   | К-19                                  | K-19: The Widowmaker                                           | капітан Міхаіл Поленін                          |
| 2002 | ф   | Банди Нью-Йорка                       | Gangs of New York                                              | «священик» Валлон                               |
| 2003 | ф   | Реальна любов                         | Love Actually                                                  | Деніел                                          |
| 2004 | док |                                       | Patrick (телефільм)                                            | оповідач (голос)                                |
| 2004 | ф   | Кінсі                                 | Kinsey                                                         | Альфред Кінсі                                   |
| 2005 | ф   | Царство небесне                       | Kingdom of Heaven                                              | Годфрі де Ібелін                                |
| 2005 | ф   | Бетмен: Початок                       | Batman Begins                                                  | Анрі Дюкард                                     |
| 2005 | ф   | Сніданок на Плутоні                   | Breakfast on Pluto                                             | панотець Ліам                                   |
| 2005 | ф   | Хроніки Нарнії: Лев, чаклунка та шафа | The Chronicles of Narnia: The Lion, the Witch and the Wardrobe | Аслан (голос)                                   |
| 2006 | ф   | Водоспад Серафима                     | Seraphim Falls                                                 | Карвер                                          |
| 2008 | ф   | Викрадена                             | Taken                                                          | Браян Міллз                                     |
| 2008 | ф   | Хроніки Нарнії: Принц Каспіан         | The Chronicles of Narnia: Prince Caspian                       | Аслан (голос)                                   |
| 2008 | а   | Рибка Поньо на кручі                  | 崖の上のポニョ                                                 | Фудзімото (англ. дубляж)                        |
| 2008 | ф   | Інший чоловік                         | The Other Man                                                  | Пітер                                           |
| 2009 | ф   | П'ять хвилин раю                      | Five Minutes of Heaven                                         | Алістер Літтл                                   |
| 2009 | ф   | Хлоя                                  | Chloe                                                          | Девід Стюарт                                    |
| 2009 | ф   | Життя за межею                        | After.Life                                                     | Еліот Дікон                                     |
| 2010 | ф   | Битва титанів                         | Clash of the Titans                                            | Зевс                                            |
| 2010 | ф   | Команда А                             | The A-Team                                                     | Ганнібал / Джон Сміт                            |
| 2010 | ф   | Три дні на втечу                      | The Next Three Days                                            | Деймон Пеннінгтон                               |
| 2010 | ф   | Хроніки Нарнії: Підкорювач Світанку   | The Chronicles of Narnia: The Voyage of the Dawn Treader       | Аслан (голос)                                   |
| 2011 | ф   | Невідомий                             | Unknown                                                        | доктор Мартін Гарріс                            |
| 2011 | ф   | Сірий                                 | The Grey                                                       | Оттвей                                          |
| 2012 | ф   | Гнів Титанів                          | Wrath of the Titans                                            | Зевс                                            |
| 2012 | ф   | Морський бій                          | Battleship                                                     | адмірал Шейн                                    |
| 2012 | ф   | Темний лицар повертається             | The Dark Knight Rises                                          | Ра'с аль Гул                                    |
| 2012 | ф   | Викрадена 2                           | Taken 2                                                        | Браян Міллз                                     |
| 2013 | мф  | Король сафарі                         | Khumba                                                         | Фанго (голос)                                   |
| 2013 | ф   | Третя персона                         | Third Person                                                   | Майкл                                           |
| 2013 | ф   | Телеведучий: Легенда продовжується    | Anchorman 2: The Legend Continues                              | ведучий історичного телеканалу                  |
| 2014 | мф  | Реальна білка                         | The Nut Job                                                    | Єнот (голос)                                    |
| 2014 | ф   | Повітряний маршал                     | Non-Stop                                                       | Білл Маркс                                      |
| 2014 | ф   | Lego Фільм                            | The Lego Movie                                                 | Поганий коп / Хороший коп / Коп-батько (голоси) |
| 2014 | ф   | Мільйон способів втратити голову      | A Million Ways to Die in the West                              | Клінч                                           |
| 2014 | ф   | Пророк                                | The Prophet                                                    | Мустафа (голос)                                 |
| 2014 | кф  |                                       | Save NYC Horse Carriages                                       | оповідач (голос)                                |
| 2014 | ф   | Прогулянка серед могил                | A Walk Among the Tombstones                                    | Метт Скаддер                                    |
| 2014 | ф   | Заручниця 3                           | Taken 3                                                        | Браян Міллз                                     |
| 2015 | кф  |                                       | Clash of Clans: Revenge                                        | Ліам                                            |
| 2015 | ф   | Втеча в ніч                           | Run All Night                                                  | Джиммі Конлон                                   |
| 2015 | ф   | Антураж                               | Entourage                                                      | камео                                           |
| 2015 | ф   | Третій зайвий 2                       | Ted 2                                                          | клієнт                                          |
| 2016 | ф   | Мисливець і Снігова королева          | The Huntsman: Winter's War                                     | оповідач (голос)                                |
| 2016 | ф   | Операція «Хроміт»                     | 인천상륙작전 / Operation Chromite                              | Дуглас Макартур                                 |
| 2016 | ф   | Голос монстра                         | A Monster Calls                                                | Монстер (голос)                                 |
| 2016 | ф   | Мовчання                              | Silence                                                        | отець Кріштован Феррейра                        |
| 2017 | ф   | Різдвяна зірка                        | A Christmas Star                                               | оповідач / радіо-діджей (голоси)                |
| 2017 | ф   | Вотерґейт: Падіння Білого дому        | Mark Felt: The Man Who Brought Down the White House            | Марк Фелт                                       |
| 2017 | ф   | Хто в домі тато 2                     | Daddy's Home 2                                                 | камео                                           |
| 2018 | ф   | Пасажир                               | The Commuter                                                   | Майкл Макколі                                   |
| 2018 | ф   | Балада Бастера Скраггса               | The Ballad of Buster Scruggs                                   | імпресаріо (розділ «Талон на харчування»)       |
| 2018 | ф   | Вдови                                 | Widows                                                         | Геррі Ролінгз                                   |
| 2019 | ф   | Холодна помста                        | Cold Pursuit                                                   | Нелс Коксмен                                    |
| 2019 | ф   | Люди в чорному: Інтернешнл            | Men in Black: International                                    | голова британського підрозділу                  |
| 2019 | ф   | Звичайне кохання                      | Ordinary Love                                                  | Том                                             |
| 2019 | ф   | Зоряні війни: Скайвокер. Сходження    | Star Wars: The Rise of Skywalker                               | Квай-Гон Джин                                   |
| 2020 | ф   | Зроблено в Італії                     | Made in Italy                                                  | Роберт Фостер                                   |
| 2020 | ф   | Чесний злодій                         | Honest Thief                                                   | Том Картер                                      |
| 2021 | ф   | Захисник                              | The Marksman                                                   | Джим Хенсон                                     |
| 2021 | ф   | Крижаний драйв                        | The Ice Road                                                   | Майк                                            |
| 2022 | ф   | Гра тіней                             | Blacklight                                                     | Тревіс Блок                                     |
| 2022 | ф   | Пам'ять                               | Memory                                                         | Алекс Льюїс                                     |
| 2022 | ф   | Марлоу                                | Marlowe                                                        | Філіп Марлоу                                    |
| 2023 | ф   | Відплата: Дорога помсти               | Retribution                                                    | Метт Тернер                                     |
| 2023 | ф   | На землі святих і грішних             | In the Land of Saints and Sinners                              | Фінбар Мерфі                                    |
| 2023 | ф   | Дика кішка                            | Wildcat                                                        | Отець Флінн                                     |
| 2024 | ф   | Спокута гріхів                        | Absolution                                                     | Джефф                                           |
| 2025 | ф   | Крижаний драйв 2                      | Ice Road: Vengeance                                            | Майк                                            |
| 2025 | ф   | Голий пістолет                        | The Naked Gun                                                  | Френк Дребін-молодший                           |

### Телебачення
| Рік       |    | Українська назва                   | Оригінальна назва                                 | Роль                                  |
| --------- | -- | ---------------------------------- | ------------------------------------------------- | ------------------------------------- |
| 1978      | с  |                                    | Play for Today                                    | Дермот (S9-E4)                        |
| 1980      | с  |                                    | BBC2 Playhouse                                    | коваль (Епізод: «My Dear Palestrina») |
| 1981      | тф |                                    | Charlie Was a Rich Man                            | Чарлі                                 |
| 1981      | тф |                                    | Nailed                                            | молодий католик                       |
| 1983      | тф |                                    | Across the Water                                  | Мартін                                |
| 1984      | с  | (мінісеріал)                       | Ellis Island                                      | Кевін Мюррей (3 епізоди)              |
| 1985      | с  | (мінісеріал)                       | A Woman of Substance                              | Блекі О'Нілл (3 епізоди)              |
| 1985      | тф | Мерлін і меч                       | Merlin and the Sword                              | Ґрак                                  |
| 1986      | с  | Якщо настане завтра                | If Tomorrow Comes                                 | інспектор Андре Тріньян (2 епізоди)   |
| 1986      | с  | Поліція Маямі                      | Miami Vice                                        | Шон Керрун (S3-E1)                    |
| 1987      | тф | Поклявся мовчати                   | Sworn to Silence                                  | Вінсент Колі                          |
| 1987      | с  | Зберегти мрію                      | Hold the Dream                                    | Блекі О'Нілл (S1-E1)                  |
| 1988      | с  |                                    | Screen Two                                        | Мартін Перрі (S4-E3)                  |
| 1996      | с  | (документальний мінісеріал)        | The Great War and the Shaping of the 20th Century | Джон Люсі, Адольф Гітлер (3 епізоди)  |
| 2000      | с  | Дотик янгола                       | Touched by an Angel                               | камео (S6-E15)                        |
| 2002      | мс | Ліберті кідс                       | Liberty's Kids: Est. 1776                         | Джон Поль Джонс (S1-E28)              |
| 2002      | с  | (документальний мінісеріал)        | Evolution                                         | оповідач (7 епізодів)                 |
| 2004      | с  | СНЛ                                | Saturday Night Live                               | гість (S30-E5)                        |
| 2005      | мс | Сімпсони                           | The Simpsons                                      | панотець Шон (S16-E21)                |
| 2010      | с  | Невиліковне Це                     | The Big C                                         | Людина-бджола (S1-E12)                |
| 2010      | с  |                                    | Cubed                                             | камео (S1-E39)                        |
| 2011      | мф | Дитячий садок поезії               | A Child's Garden of Poetry                        | оповідач                              |
| 2011      | с  | Життя таке коротке                 | Life's Too Short                                  | камео (S1-E1)                         |
| 2011—2014 | мс | Зоряні війни: Війни клонів         | Star Wars: Clone Wars                             | Квай-Гон Джинн (3 епізоди)            |
| 2012      | с  | СНЛ                                | Saturday Night Live                               | гість (S37-E21)                       |
| 2014      | с  | Преподобний                        | Rev.                                              | Бог (S3-E5)                           |
| 2014—2015 | мс | Гріфіни                            | Family Guy                                        | Ліам Нісон (2 епізоди)                |
| 2014      | с  | СНЛ                                | Saturday Night Live                               | гість (S39-E15)                       |
| 2015      | с  | Пізнє шоу зі Стівеном Кольбером    | The Late Show with Stephen Colbert                | містер Тоффі (S1-E41)                 |
| 2016      | с  | Усередині Емі Шумер                | Inside Amy Schumer                                | Дон Чідл (S4-E2)                      |
| 2016—2025 | с  | Пізнє шоу зі Стівеном Кольбером    | The Late Show with Stephen Colbert                | гість (6 епізодів)                    |
| 2016      | с  |                                    | Dream Corp LLC                                    | Джої (S1-E6)                          |
| 2017      | тф | День червоних носів                | Red Nose Day Actually                             | Деніел                                |
| 2017      | с  | Орвілл                             | The Orville                                       | Джохавус Дорал (S1-E4)                |
| 2018      | с  | Пізнє шоу зі Стівеном Кольбером    | The Late Show with Stephen Colbert                | купідон (S3-E89)                      |
| 2018      | с  | (документальний)                   | Pope: The Most Powerful Man in History            | оповідач (6 епізодів)                 |
| 2022      | с  | Дівчата з Деррі                    | Derry Girls                                       | Байерс (2 епізоди)                    |
| 2022      | с  | Обі-Ван Кенобі                     | Obi-Wan Kenobi                                    | Квай-Гон Джинн (S1-E6)                |
| 2022      | с  | Атланта                            | Atlanta                                           | камео (S3-E8)                         |
| 2022      | мс | Зоряні війни: Сказання про джедаїв | Tales of the Jedi                                 | Квай-Гон Джинн (S1-E4)                |

### Відеоігри
| Рік  |    | Українська назва         | Оригінальна назва        | Роль                      |
| ---- | -- | ------------------------ | ------------------------ | ------------------------- |
| 2005 | вг | Batman Begins            | Batman Begins            | Анрі Дюкард               |
| 2008 | вг | Fallout 3                | Fallout 3                | Джеймс                    |
| 2014 | вг | The Lego Movie Videogame | The Lego Movie Videogame | Поганий коп / Хороший коп |
| 2019 | вг | Lego Dimensions          | Lego Dimensions          | Поганий коп / Хороший коп |

## Премії та нагороди
- Кавалер Ордена Британської Імперії (2000)

### Золотий глобус
- 2005 — номінація Найкраща чоловіча роль (драма) за фільм «Кінсі»;
- 1997 — номінація Найкраща чоловіча роль (драма) за фільм"Майкл Коллінз";
- 1993 — номінація Найкраща чоловіча роль (драма) за фільм «Список Шиндлера».

### Оскар
- 1993 — номінація Найкраща чоловіча роль за фільм «Список Шиндлера».

### Премія каналу «MTV»
- 2000 — номінації Найкраща бійка за фільм «Зоряні війни: Епізод 1 — Прихована загроза».

### Венеційський кінофестиваль
- 1996 — отримав нагороду Кубок Вольпі за найкращу чоловічу роль за фільм «Майкл Коллінз».

### BAFTA
- 1994 — номінація: Найкраща чоловіча роль за фільм «Список Шиндлера».